# Карл Фридрих (Анхалт-Бернбург)
Карл Фридрих фон Анхалт-Бернбург (на немски: Karl Friedrich von Anhalt-Bernburg; * 13 юли 1668 в Бернбург (Заале); † 22 април 1721 в Баленщет) от род Аскани е от 1718 до смъртта си 1721 г. управляващ княз на Анхалт-Бернбург.
Той е най-възрастният син на княз Виктор I Амадей фон Анхалт-Бернбург (1634–1718) и съпругата му пфалцграфиня Елизабет фон Цвайбрюкен (1642–1677), дъщеря на пфалцграф и херцог Фридрих фон Пфалц-Цвайбрюкен и Анна Юлиана фон Насау-Саарбрюкен.
Той се жени за пръв път в Бернбург на 25 юни 1692 г. за братовчедката си София Албертина (* 2 октомври 1672; † 12 юни 1708), дъщеря на граф Георг Фридрих фон Золмс-Зоненвалде и на принцеса Анна София фон Анхалт-Бернбург, сестрата на баща му княз Виктор Амадей.
След нейната смърт той се жени на 1 май 1715 г. в Бернбург морганатически за камер-служителката Вилхелмина Шарлота Нюслер (* 10 май 1683; † 30 май 1740), която му ражда още през 1712 г. един син Фридрих (1712–1758). След като тя през 1717 г. ражда още един син Карл Леополд (1717–1769) е издигната през 1719 г. на имперска графиня фон Баленщет. Двата сина, които нямат право да го последват на трона, са легитимирани и получават титлата Графове фон Бернфелд.

## Деца
Със съпругата си София Албертина фон Золмс-Зоненвалде той има шест деца:
- Елизабет Албертина (1693 – 1774)

∞ 1712 княз Гюнтер XLIII фон Шварцбург-Зондерсхаузен (1678 – 1740)
- Фридрих Вилхелм (1694 – 1694)
- Шарлота София (1696 – 1762)

∞ 1721 принц Август I фон Шварцбург-Зондерсхаузен (1691 – 1750)
- Августа Вилхелмина (1697 – 1767)
- Виктор II Фридрих (1700 – 1765), княз фон Анхалт-Бернбург

∞ 1. 1724 принцеса Луиза фон Анхалт-Десау (1709 – 1732)
∞ 2. 1733 принцеса Албертина фон Бранденбург-Швет (1712 – 1750)
∞ 3. 1750 Констанца Шмидт, фон Бер 1752
- Фридерика Хенриета (1702 – 1723)

∞ 1721 княз Леополд фон Анхалт-Кьотен (1694 – 1728)